# Vismia jefensis
Vismia jefensis är en johannesörtsväxtart som beskrevs av N.K.B. Robson. Vismia jefensis ingår i släktet Vismia och familjen johannesörtsväxter. Inga underarter finns listade i Catalogue of Life.